# Tivissa
Tivissa és una vila i municipi de la comarca de la Ribera d'Ebre, situat a la part oriental de la comarca, al límit amb el Baix Camp, el Priorat i el Baix Ebre. Presenta uns dels termes municipals més extensos de Catalunya i el més gran de la demarcació de Tarragona després de Tortosa. Inclou els pobles de Darmós, Llaberia i la Serra d'Almos.

## Geografia
- Llista de topònims de Tivissa (Orografia: muntanyes, serres, collades, indrets..; hidrografia: rius, fonts...; edificis: cases, masies, esglésies, etc).

Bona part del seu terme municipal s'engloba dins la Serralada Prelitoral Catalana, més concretament dins les Serres de Mestral (Muntanyes de Tivissa-Vandellòs, Serra de Llaberia). Aquests conjunts muntanyosos destaquen per ser grans atalaies de la mar mediterrània, el Camp de Tarragona i la Cubeta de Móra, per les formacions rocoses de gran bellesa i valor geològic que presenten i per l'elevada qualitat ambiental i paisatgística, hàbitats d'espècies com la tortuga mediterrània, l'aliga reial o l'àliga cuabarrada.
En el seu patrimoni històric destaquen les ruïnes del poblat ibèric del Castellet de Banyoles, un dels més importants de Catalunya, declarat Monument Historicoartístic l'any 1978, encara en excavació i estudi. A més, compta amb diferents jaciments declarats l'any 1998 Patrimoni de la Humanitat per la UNESCO en el conjunt de l'Art rupestre de l'arc mediterrani de la península Ibèrica. El nucli antic de Tivissa, és un dels més grans de les Terres de l'Ebre, conserva la fisonomia emmurallada amb carreres estrets i sinuosos on es conjuguen diversos estils arquitectònics i és presidit per la majestuosa església Arxprestal de Sant Jaume.

## Demografia
El 1717 incorpora Banyoles, Darmós i Llaberia; el 1787 fou desagregat la Serra d'Almos, que es tornà a incorporar el 1940; el 1818 es desagregà Vandellòs per formar el nou municipi de Vandellòs i l'Hospitalet de l'Infant.
| Entitat de població | Habitants (2024) |
| Tivissa             | 1.282            |
| la Serra d'Almos    | 241              |
| Darmós              | 98               |
| Llaberia            | 3                |
| Font: Idescat       |                  |

| 1497 f | 1515 f | 1553 f | 1717 | 1787  | 1857  | 1877  | 1887  | 1900  | 1910  |
| ------ | ------ | ------ | ---- | ----- | ----- | ----- | ----- | ----- | ----- |
| 118    | 123    | 163    | 915  | 2.535 | 3.463 | 4.118 | 4.252 | 4.694 | 4.630 |

| 1920  | 1930  | 1940  | 1950  | 1960  | 1970  | 1981  | 1990  | 1992  | 1994  |
| ----- | ----- | ----- | ----- | ----- | ----- | ----- | ----- | ----- | ----- |
| 4.278 | 3.577 | 3.065 | 3.108 | 2.542 | 2.028 | 1.957 | 1.845 | 1.774 | 1.774 |

| 1996  | 1998  | 2000  | 2002  | 2004  | 2006  | 2008  | 2010  | 2012  | 2014  |
| ----- | ----- | ----- | ----- | ----- | ----- | ----- | ----- | ----- | ----- |
| 1.726 | 1.763 | 1.764 | 1.796 | 1.794 | 1.788 | 1.841 | 1.812 | 1.818 | 1.760 |

| 2016  | 2018  | 2020  | 2022  | 2024  | 2026 | 2028 | 2030 | 2032 | 2034 |
| ----- | ----- | ----- | ----- | ----- | ---- | ---- | ---- | ---- | ---- |
| 1.684 | 1.639 | 1.619 | 1.643 | 1.632 | -    | -    | -    | -    | -    |

## Política

### Eleccions al Parlament de Catalunya del 2012
| Candidatura | Candidatura   | Cap de llista          | Vots  | Regidors | % vots |
| ----------- | ------------- | ---------------------- | ----- | -------- | ------ |
|             | CiU           | Artur Mas              | 426   |          | 41,56  |
|             | ERC           | Oriol Junqueras        | 250   |          | 24,39  |
|             | ICV-EUiA      | Joan Herrera           | 108   |          | 10,53  |
|             | PPC           | Alicia Sánchez-Camacho | 81    |          | 7,9    |
|             | CUP           | David Fernández        | 60    |          | 5,85   |
|             | PSC           | Pere Navarro           | 39    |          | 3,8    |
|             | C's           | Albert Rivera          | 12    |          | 1,17   |
|             | Vots en blanc |                        | 10    |          | 0,95   |
|             | Altres        |                        | 39    |          | 4,98   |
| Total       | Total         | 1.049                  | 1.049 |          | 78,34  |

### Eleccions municipals
Llista d'alcaldes i nombre de regidors per partit
| Junts | -      | -  | -  | -  | -  | -  | - | -  | -  | -  | 4      | 2  |
| PSC | -      | -  | -  | -  | -  | -  | 3 | -  | -  | -  | -      | -  |
| PDECat | -      | -  | -  | -  | -  | -  | - | -  | -  | -  | -      | 3  |
| PP | -      | -  | 4  | -  | 1  | 0  | 0 | -  | -  | -  | -      | -  |
| ERC | -      | -  | -  | -  | 2  | -  | 1 | 1  | 1  | 3  | 3      | 3  |
| CiU | -      | 3  | -  | -  | -  | 3  | 5 | 4  | 6  | 5  | -      | -  |
| ICV | -      | -  | -  | 7  | 5  | 5  | - | 3  | 1  | -  | -      | -  |
| Altres | 6a; 3b | 6c | 5c | 2d | 1e | 1e | - | 1e | 1e | 1e | 1e; 1f | 1e |
| Total | 9      | 9  | 9  | 9  | 9  | 9  | 9 | 9  | 9  | 9  | 9      | 9  |
| a Tivissa Democràtica; b UCD; c Unió del Progrés Municipal; d Agrupació d'Independents Serra d'Almos; e Agrupació d'Independents Serra d'Almos - FIC; f Movem Tivissa |        |    |    |    |    |    |   |    |    |    |        |    |

## Història
El topònim pot provenir de l'àrab tibba Isa, «terreny d'Isa» a partir d'un nom propi, o bé de l'iber tivi i issa, «ciutat del turó». Els testimonis més evidents de la presència dels grups prehistòrics en aquests rodals corresponen a les estacions amb pintures rupestres: Cova del Pi, Cova del Ramat, Cova del Cingle i Cova del Taller.
El primer descobriment fou de Jaume Poch i Garí, que exercia de mestre a la població de Bicorb (Canal de Navarrés), on descobrí la Cova de l'Aranya. Durant la visita al seu fill, que exercia de telegrafista a Tivissa, tot fent un tomb, descobreix la Cova del Pi a la Font Vilella, estudiada per l'Eduard Hernández Pacheco (1922) i corresponent a l'art esquemàtic (6500-3500 aC), fonamentat en l'abstracció (traços, punts, màcules...) pròpies del món de les creences dels grups productors neolítics i del bronze.
Posteriorment, l'Institut d'Estudis Catalans feu unes prospeccions en aquells paratges i descobriren les altres dues cavitats esmentades més amunt, ara amb mostres d'art llevantí (1000-6500 aC), que es constitueixen en les expressions figuratives (no pas naturalistes, com erròniament es qualifiquen sovint), testimonis del món de creences dels últims caçadors-recol·lectors. L'última troballa es deu al llavors adolescent Joan Miquel Brull, que el 1991 descobreix la Cova del Taller, amb cèrvids llevantins.
Hi ha jaciments propers al Perelló, Rasquera, Vandellòs, Montblanc, Ulldecona, etc. Aquest territori i tots els que contenen mostres d'art parietal han estat declarats el 1998 Patrimoni de la Humanitat per la UNESCO, en el conjunt d'Art rupestre de l'arc mediterrani de la península Ibèrica, en constituir-se en testimonis extraordinaris i inestimables de la capacitat intel·lectual de l'ésser humà. (Font: Associació Catalana d'Art Prehistòric)
En temps dels ibers Tivissa formà part del territori de la tribu dels ilergàons. Sembla que l'origen d'aquesta tribu és en un altre poble –els ilaraugats– citat, a finals del segle VI aC, pel geògraf grec Hecateu de Milet. Probablement, més endavant els ilaraugats es dividiren en dos pobles ben diferents: els ilergets, més cap a les terres interiors, i els ilercavons –més costaners–.

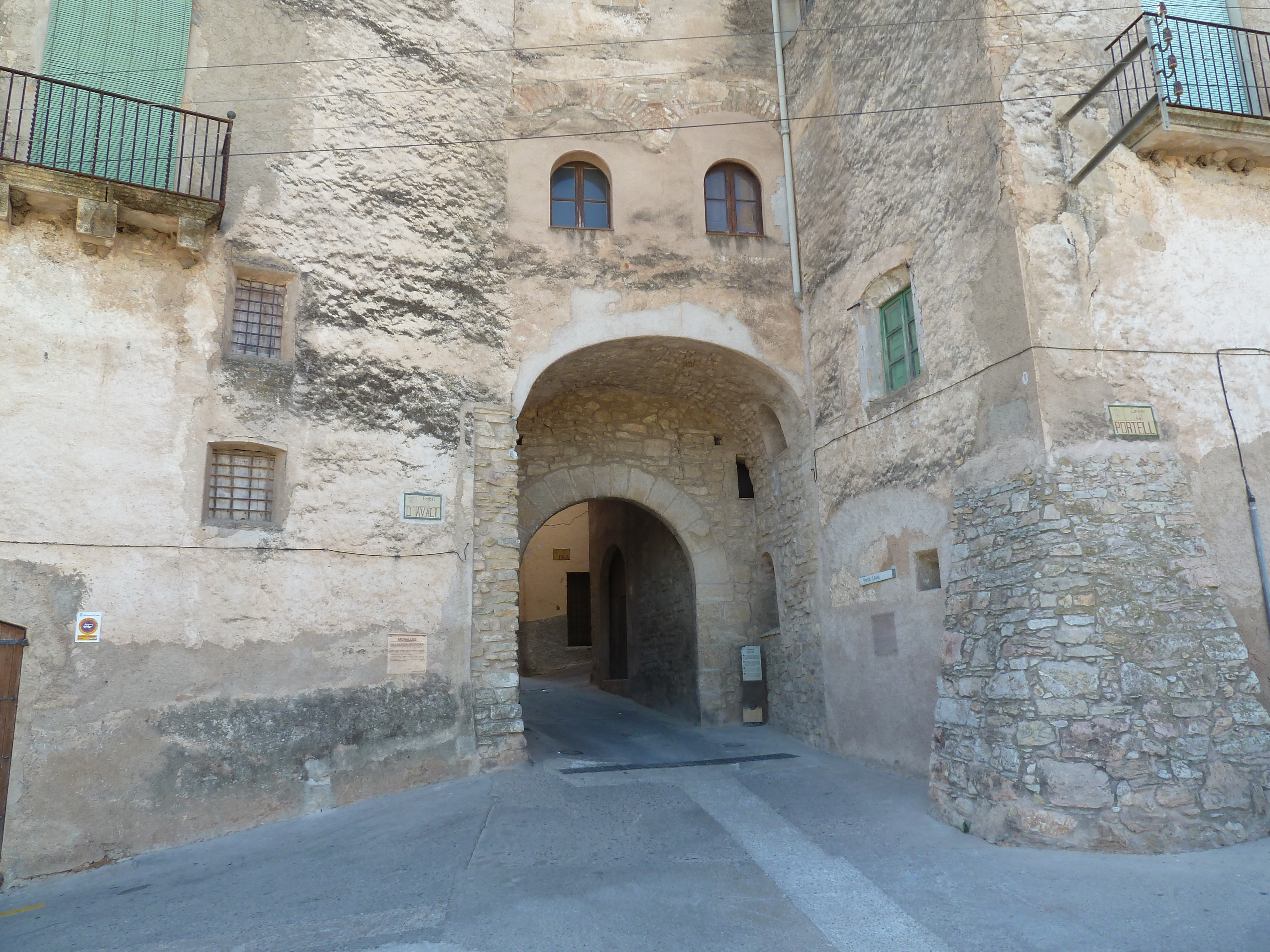
Murs i portals de Tivissa.

El territori que ocuparen els ilercavons abastaria les actuals comarques de la Ribera d'Ebre, el Baix Ebre, la Terra Alta, el Montsià, el Matarranya, el Maestrat i la Plana. Més precisament, s'estenia –de sud a nord– des de la Serra d'Almenara fins al Coll de Balaguer. Cap a ponent penetrava Ebre amunt, fins a l'aiguabarreig del Segre i el Cinca amb el riu Ebre.
Els ilercavons tingueren, dins del conglomerat ibèric, una de les cultures més dinàmiques, gràcies a la seva privilegiada situació geogràfica propera a una via fluvial important bàsica per a la comunicació entre la costa i l'interior: el riu Ebre.

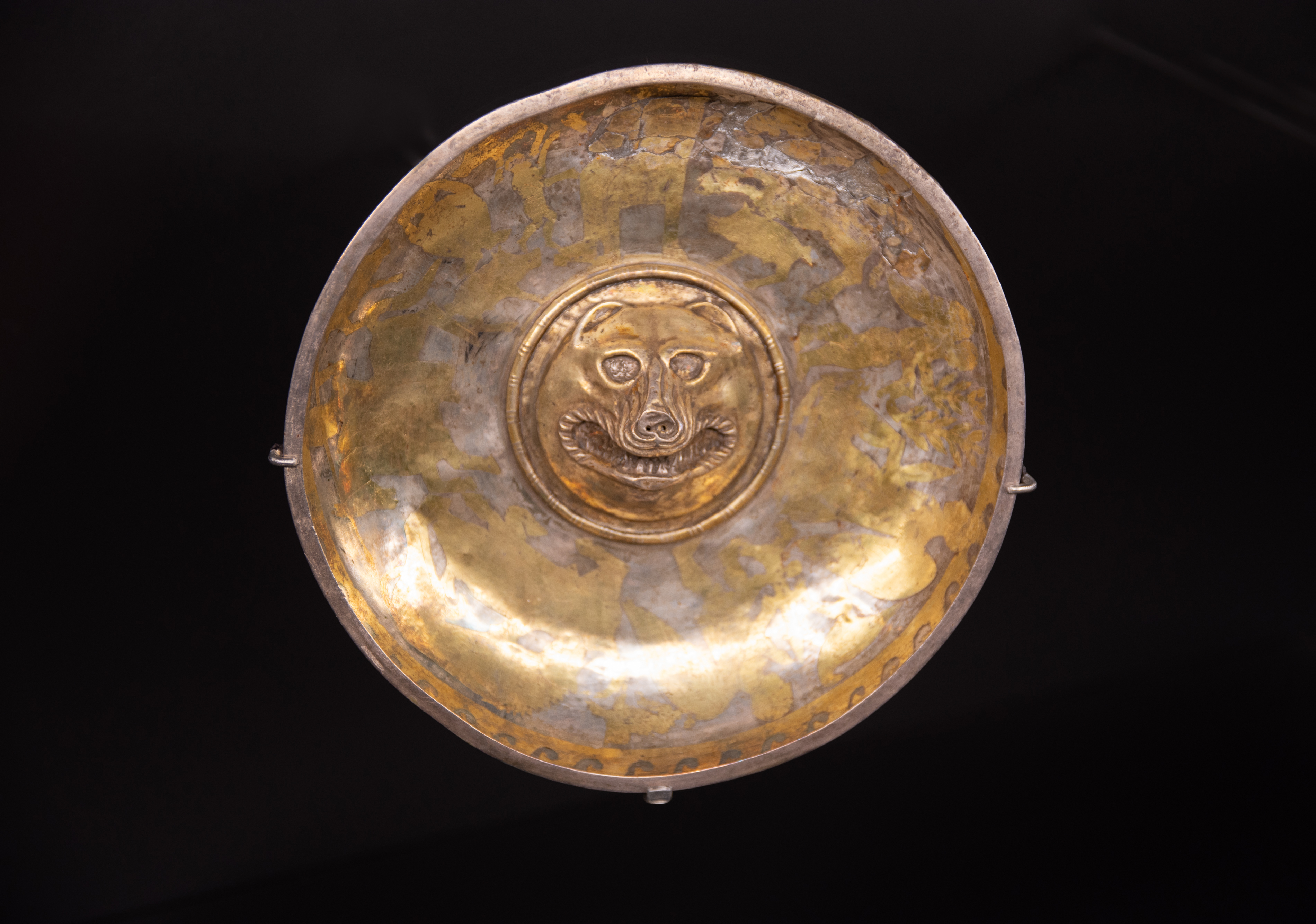
Pàtera de plata del tressor de Tivissa.

Tivissa va adquirir importància amb els ibers -sembla que el nom mateix és d'origen iber. D'aquesta època hi ha un assentament força important al Castellet de Banyoles – a cinc minuts de la vila i sobre l'Ebre. La importància de l'assentament del Castellet de Banyoles estava segurament relacionada amb la posició estratègica de Tivissa en el pas de la ruta a través del coll de Fatxes que anava de la costa de Tarragona al que ara anomenem Saragossa. Moltes de les peces arqueològiques més espectaculars, localitzades a l'assentament, es troben al Museu d'Arqueologia de Catalunya a Barcelona. L'anomenat tresor de Tivissa fou descobert el 1927 i està format per quatre pàteres de plata daurada, diversos vasos d'argent i dos collarets. Anteriorment el 1912 aparegueren un conjunt d'arracades, braçalets, anells i monedes i el 1925 un parell de bous de bronze.
En el període romà, les àmfores fetes a Tivissa arribaven fins a la mateixa Roma, presumiblement per a transportar oli i vi. Les darreres excavacions demostraren la presència d'un campament militar romà vora l'assentament ibèric.
De l'edat mitjana hi ha unes restes del castell, i cap al 1350 Tivissa va esdevenir una vila emmurallada; en aquell moment Tivissa havia passat a formar part de la recentment creada baronia d'Entença. Encara romanen algunes restes de la muralla, principalment en els portals del Portal de l'Era, el Portal d'Avall i el Portal del Raval. L'interior gòtic de l'església data del segle xiii.

## Economia

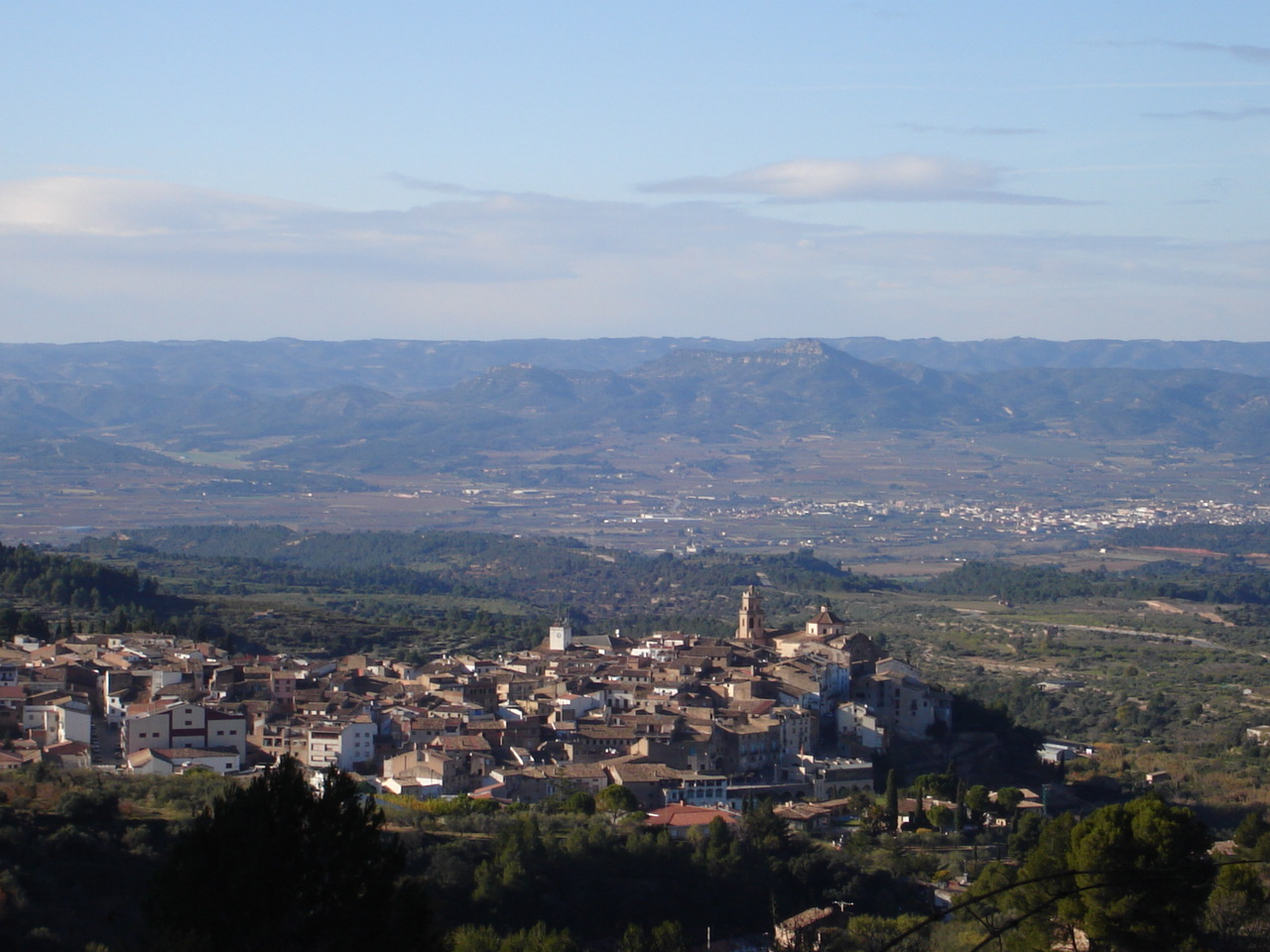
Vista general de Tivissa

Actualment, l'economia està encara molt basada en l'agricultura, encara que les terres cultivables han estat progressivament abandonades. Els cultius importants són l'olivera, la vinya, el fruits secs (nous i ametlles) i la fruita (préssec i cirera). La fàbrica de motllures del poble ha estat font de treball per a la població des del 1908. Darrerament, el turisme comença a guanyar importància.Com a municipi que acull residus o centrals desmantellades deixa de rebre a partir de l'any 2014 les compensacions que fins ara tenien per acollir aquestes infraestructures, un total de 27.000 euros a l'any.

## Llocs d'interès

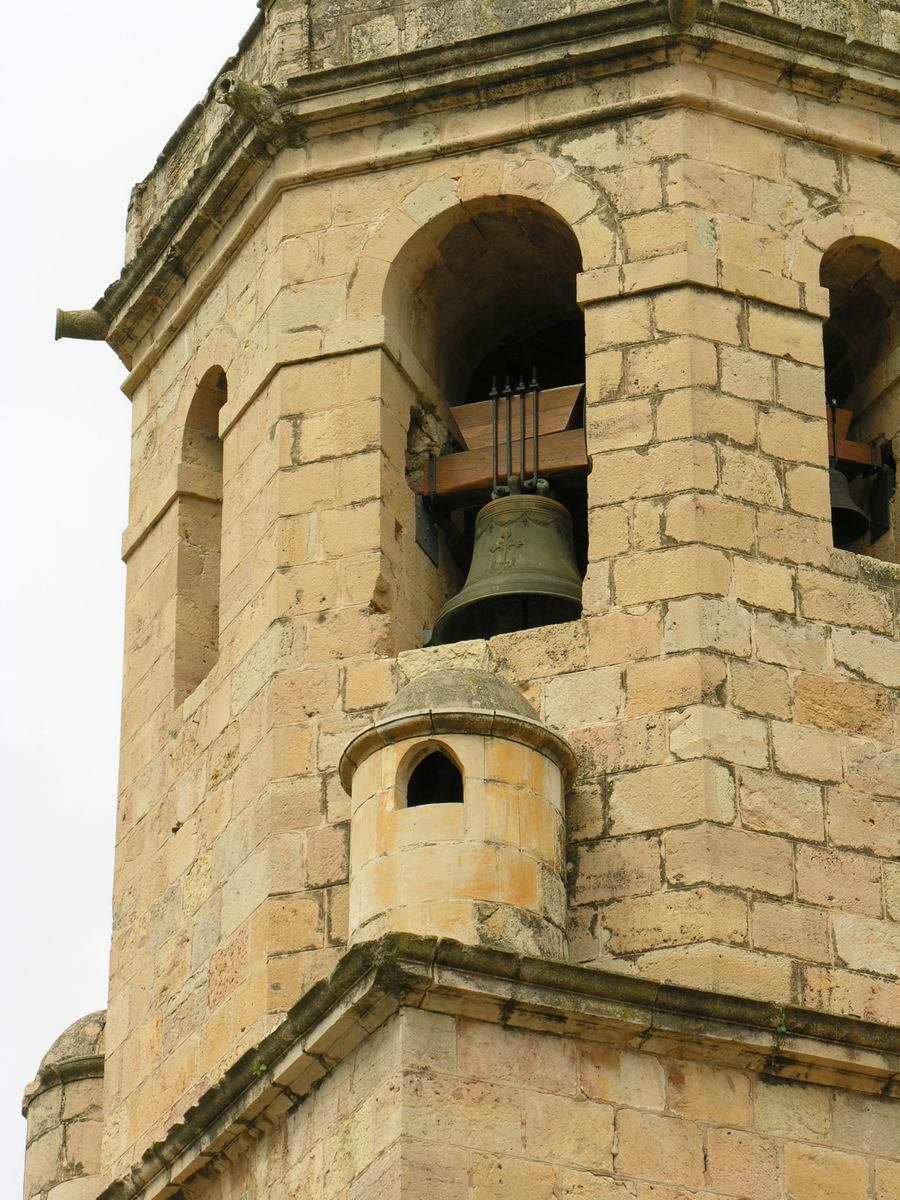
Imatge del campanar octogonal de Tivissa

A part de les esmentades restes de muralla, l'edifici històric més característic és l'església. L'aspecte exterior és d'estil renaixentista del segle xix, però a l'interior l'estil és gòtic. L'església gòtica fou construïda al lloc d'un edifici romànic dels segles XIII-XIV, i durant els segles XVI al XVIII s'hi feren diversos afegitons i alteracions. El campanar octogonal fou construït el 1550.
Durant el segle xix el rector Pere Rius va començar a planejar-ne una gran reconstrucció, i va rebre suport del consell local i del president de la Primera República Espanyola, l'Estanislau Figueras, que tenia relació amb Tivissa. Per falta d'espai per a l'obra, es va decidir construir la nova església al mateix lloc. Va ser, doncs, construïda al voltant de la vella l'església, amb la intenció d'enderrocar l'edifici vell. Tanmateix, quan el rector morí el 1894 el treball s'aturà i l'enderroc mai no fou realitzat, romanent l'església gòtica a l'interior de la nova.
També hi ha un Museu del Bast a Llaberia, especialitzat en el Transport a Bast.

## Personatges cèlebres
A part del ja anomenat Estanislau Figueras, destaca l'inventor del pluviògraf d'intensitats, el Dr. Ramon Jardí i Borràs (1881-1971), impulsor de l'estació meteorològica de Tivissa, l'any 1911. Professor, entre d'altres, a la Facultat de Ciències de Barcelona, a l'Escola Industrial, responsable del manteniment del Servei Meteorològic de la mancomunitat de Catalunya i director de l'observatori Fabra. Josep Ribera i Sans (1852-1912) famós cirurgià. També Lluís Brull i Cedó, arqueòleg, periodista i impulsor de nombroses iniciatives a nivell local, com per exemple la construcció de la plaça de la Baranova. Hi nasqué Josep-Lluís Serrano Pentinat, Copríncep episcopal d'Andorra des del 31 de maig de 2025.

## Curiositats

Escut (no oficial) de Tivissa

La localitat acull un dels quatre radars del Servei Meteorològic de Catalunya. Instal·lat a la serra de Llaberia, a 975 m sobre el nivell del mar, fou inaugurat el 4 de setembre de 2008.
Per Corpus Cristi era tradició de fer catifes de flors per a la processó. Després d'uns anys en desús s'ha recuperat aquesta tradició.